# Stopera

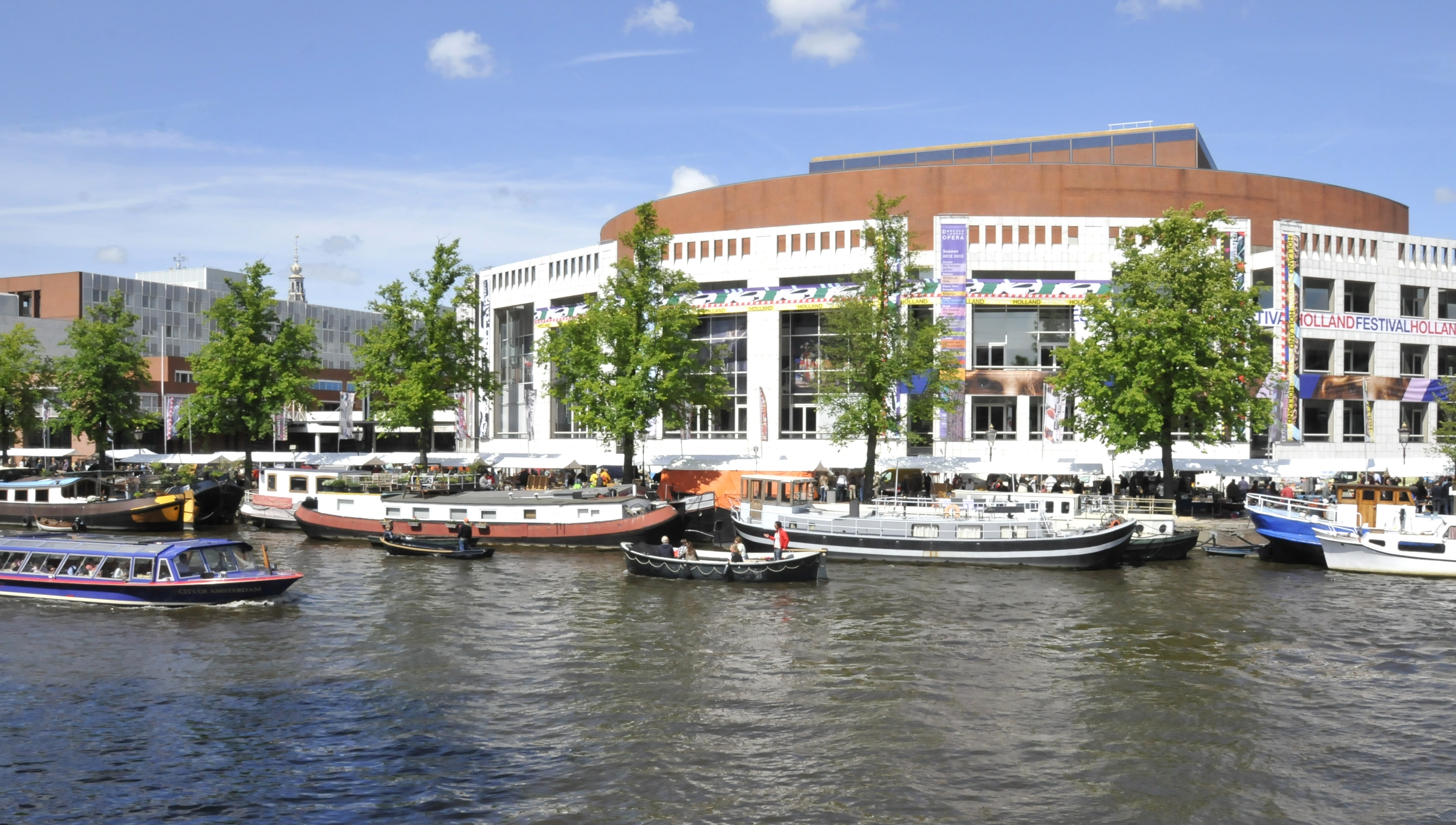
Vue du Stopera sur les quais de l'Amstel.

Le Stopera (contraction des mots néerlandais « Stadhuis » et « Opera ») est un bâtiment d'Amsterdam qui regroupe à la fois l'Hôtel de ville (Stadhuis) et l'Opéra principal de la ville, le Muziektheater, ainsi que la mairie de l'arrondissement d'Amsterdam-Centre.

## Histoire
L'immeuble se trouve dans le centre de la ville, entre la Waterlooplein, l'Amstel et le Zwanenburgwal, à proximité immédiate du Blauwbrug, sur la presqu'île artificielle de Vlooienburg, créée au XVIe siècle. Cet emplacement est choisi en 1954 pour accueillir le nouvel Hôtel de ville après un projet avorté sur la Frederiksplein en lieu et place de l'actuel siège de la Banque des Pays-Bas, afin de remplacer l'ancien bâtiment situé sur l'Oudezijds Voorburgwal, qui lui-même remplace le palais royal d'Amsterdam dans ce rôle.
La conception du bâtiment est réalisée par les architectes Cees Dam et Wilhelm Holzbauer. L'inauguration prend place le 23 septembre 1986 sous l'égide du bourgmestre Ed van Thijn. La construction du complexe, au cœur de l'ancien quartier juif (Jodenbuurt) et quelque temps après les désordres sociaux liés au projet de construction d'une voie rapide et d'une ligne de métro dans le quartier du Nieuwmarkt, est très controversée dès le début des travaux. Les opposants au projet utilisent alors le slogan Stop de Opera, jeu de mots sur Stopera. Le budget initial est dépassé de 120 millions de florins néerlandais.